# Heilig-Geist-Kirche (Stade)

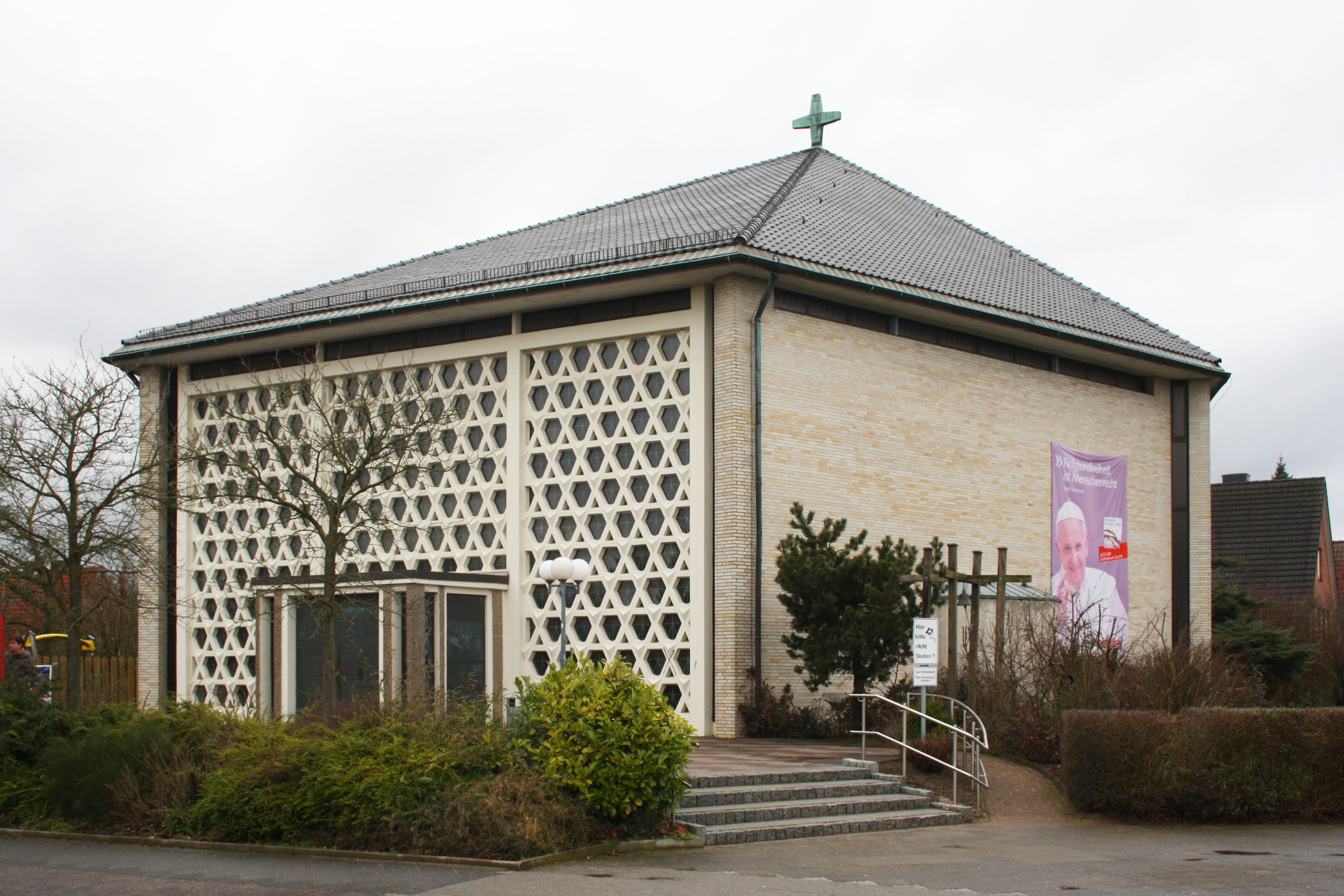
Kirche von Südosten

Die römisch-katholische Heilig-Geist-Kirche im Stader Stadtteil Campe wurde in den Jahren 1959/60 gebaut und am 2. Pfingsttag (6. Juni) 1960 durch den Hildesheimer Weihbischof Heinrich Pachowiak konsekriert. Entwurf und Ausführung teilten sich Oberregierungsbaurat Paul Wolters, Hannover, und Architektin Hildegard Buttge, Stade. Der Innenraum wurde 1985 neu gestaltet und den Erfordernissen der nachkonziliaren Liturgiereform angepasst. Die künstlerische Gestaltung lag in den Händen des Bildhauers Josef Baron aus Unna. Ihre gleichnamige Pfarrgemeinde gehört zum Dekanat Unterelbe des Bistums Hildesheim.

## Baubeschreibung
Die Zeltform der Kirche mit dem siebeneckigen Raum (die sieben Gaben des Heiligen Geistes symbolisierend) bot hierfür den geeigneten Rahmen. („Sehet das Zelt Gottes unter den Menschen.“ (Offb 21,3 )). Den Mittelpunkt bildet der runde Altar, der weit in die Mitte der Kirche, d. h. genau unter die Spitze des Zeltdaches, gesetzt worden ist. Die Gemeinde versammelt sich nicht mehr wie früher vor dem Altar, sondern bildet eine Gemeinschaft um den Altar herum. Die neue Aufstellung der Kirchenbänke im Halbrund betont diesen Gemeinschaftscharakter.

## Innenausstattung

### Altar und Tabernakel

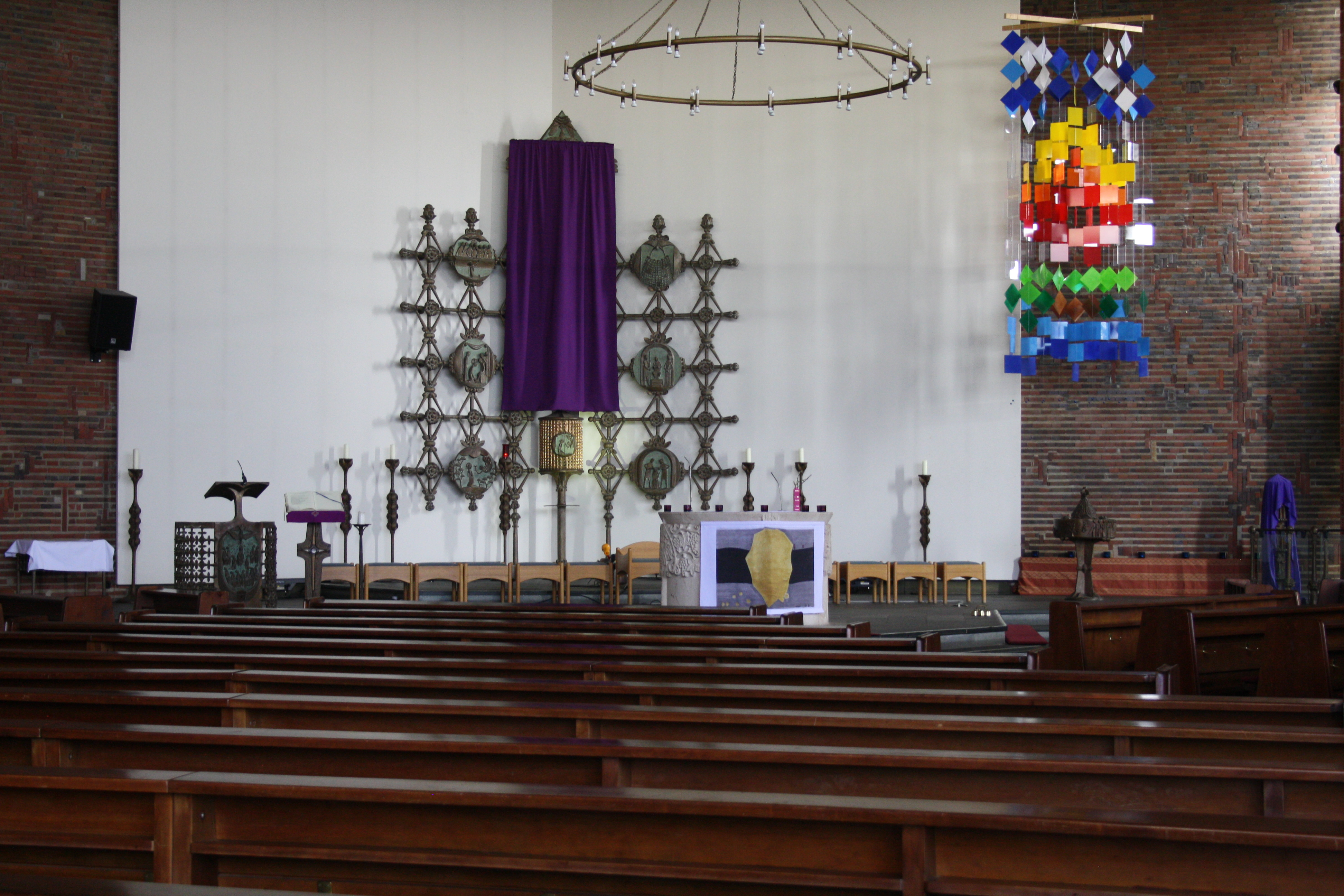
Altarbereich

Das Material des Altares ist französischer Savonnières, ein heller Kalkstein. Der Künstler legte großen Wert darauf, dass der Altar nicht auf den fertigen Fußboden aufgesetzt, sondern in ihn eingelassen wurde und somit gleichermaßen wie ein Fels aus dem Boden wächst. Er soll Festigkeit und Tragfähigkeit symbolisieren. Die runde Form ist – entsprechend einem Ring – Zeichen für das Unendliche und Absolute. Das Motiv der Ansichtsfläche des Altares – Weinstock und Reben – erinnert uns an unsere Verbundenheit mit Christus. („Ich bin der Weinstock, ihr seid die Reben. Wer in mir bleibt und in wem ich bleibe, der bringt reiche Frucht…“ (Joh 15,5 )).
Das Gitterwerk der Altarrückwand mit dem Tabernakel nimmt die Medaillonform mehrfach auf. Trotz der Höhe von fünf Metern und der Breite von vier Metern wirkt das Kunstwerk leicht und durchlässig. Knospen und Blüten umgeben den Tabernakel und die Medaillons. Sie sind Zeichen für werdendes und blühendes Leben. Knospen und Blüten finden sich auch an den weiteren Bronzewerken: An den Leuchtern im Altarraum, am Osterkerzenleuchter, am Taufbrunnen und an den Geländern beim Abgang zur Krypta. Das Thema des Tabernakel-Gitterwerkes ist der Heilsplan Gottes.
Der Tabernakel selbst ist der Mittelpunkt des Bronzereliefs, äußerlich hervorgehoben durch die leuchtend polierte Bronze. Auf den Tabernakeltüren ist der Anfang der Heilsgeschichte dargestellt, die Verkündigung des Erzengels Gabriel an Maria. Diese Darstellung ist der Ausgangspunkt der Betrachtung des Reliefs. In den Abbildern auf den sechs Medaillons erfüllt Christus den Heilsplan Gottes. Er übergibt sich dem Leiden.
1. Medaillon (links unten)
Am Ölberg: Ein Engel überreicht Jesus den Kelch des Leidens.
2. Medaillon (links Mitte)
Die Fußwaschung: Jesus ist gekommen um zu dienen.
3. Medaillon (links oben)
Das Abendmahl: Jesus schenkt sich seinen Jüngern.
4. Medaillon (rechts unten)
Die Verhöhnung: Jesus wird die Dornenkrone aufs Haupt gesetzt.
5. Medaillon (rechts Mitte)
Vor Pilatus: Jesus wird zum Tode verurteilt.
6. Medaillon (rechts oben)
Es ist vollbracht: Ein Engel fängt in einem Netz die Leidenswerkzeuge auf und trägt sie zum Himmel.
Die 6 Medaillons umrahmen das zentrale Geschehen, das in der Mitte des Bronzereliefs dargestellt ist: Die Kreuzigung und Auferstehung des Herrn.
Unter dem Kreuz sehen wir zur Linken Maria, die Mutter des Herrn, die zugleich als Mutter der Kirche das Buch des Alten Testaments trägt. Neben ihr ist Maria Magdalena dargestellt, die den Leib des Gekreuzigten umfasst. Zur Rechten sehen wir den Jünger Johannes, der das Buch des Neuen Testaments trägt. Über dem Kreuz zeigt sich der auferstandene Herr, der die Leichentücher noch in der Hand hält und von zwei anbetenden Engeln begleitet wird. Über ihm senden die Hände Gott Vaters den Geist aus in Gestalt einer Taube. So wird das von Jesus erlebte Geschehen im Licht des Heiligen Geistes gedeutet als Erfüllung des Heilsplans Gottes. („Vater, ich habe dich auf der Erde verherrlicht und das Werk zu Ende geführt, das du mir aufgetragen hast…“ (Joh 17,4 )).

### Ambo
Der Ambo hat – im Gegensatz zu den Sedilien – einen festen und unverrückbaren Platz im Altarraum und betont dadurch die Gewichtigkeit des Wortes Gottes, das von ihm verkündet wird. Er ist aus Bronze gefertigt und zeigt in einem großen Medaillon die Darstellung des Pfingstwunders, wie es uns im Neuen Testament überliefert ist: Der Heilige Geist kommt in Gestalt von Feuerzungen auf die junge Kirche herab, d. h. auf die Jünger und auf Maria, die Mutter der Kirche.

### Osterleuchter
Der Osterleuchter bildet einen weiteren markanten Punkt im Altarraum. Er erreicht eine Höhe von 1,36 Metern und präsentiert in drei Stufen die wesentlichen Stationen aus dem Leben Jesu.
Von unten nach oben betrachtet:
1. Geburt Christi (Maria mit dem Kind, Anbetung der drei Könige)
2. Tod Christi (Kreuzigungsgruppe mit Soldaten)
3. Auferstehung Christi (Christus mit Leichentüchern, Engel)

Den Abschluss bildet die Osterkerze selbst, das Symbol des Auferstandenen.

### Taufbrunnen
Der Taufbrunnen ist wie die anderen Kunstwerke aus Bronze gefertigt und hat ebenfalls seinen Platz im Altarraum. Er ist 1,30 Meter hoch und zeigt Motive aus dem Alten und dem Neuen Testament, die auf die Taufe hindeuten.
1. Die Ansichtsfläche des Wasserbehälters:
Durchzug des Volkes Israel durch das Rote Meer und Vernichtung der ägyptischen Streitmacht,
Wasser, das aus dem Felsen strömt, der brennende Dornbusch
2. Die Oberfläche des Wasserbehälters:
Die Symbole der 4 Evangelisten, Knospen und Blüten wie bei den anderen Bronzewerken.
3. Der aufklappbare Deckel:
Wellen und Netz mit Fischen, der Griff des Deckels hat die Form einer Schlange.

An der rechten Seite des Altarraums führt eine Treppe in die Krypta (Unterkirche). Dort dient ein Findling als Altar, ein Stein, den man bei den Bauarbeiten gefunden hat. Die Altarrückwand schmücken zwei Sgraffitos. Sie zeigen den Heiligen Georg und den Erzengel Michael im Kampf mit dem Drachen. Die Buntglasfenster (1982) hat der Kunstmaler Josef Nienhaus aus Ahaus entworfen, ebenso wie die Fenster in der Stader Sankt Josefkirche.

### Mosaik in der Seitenkapelle

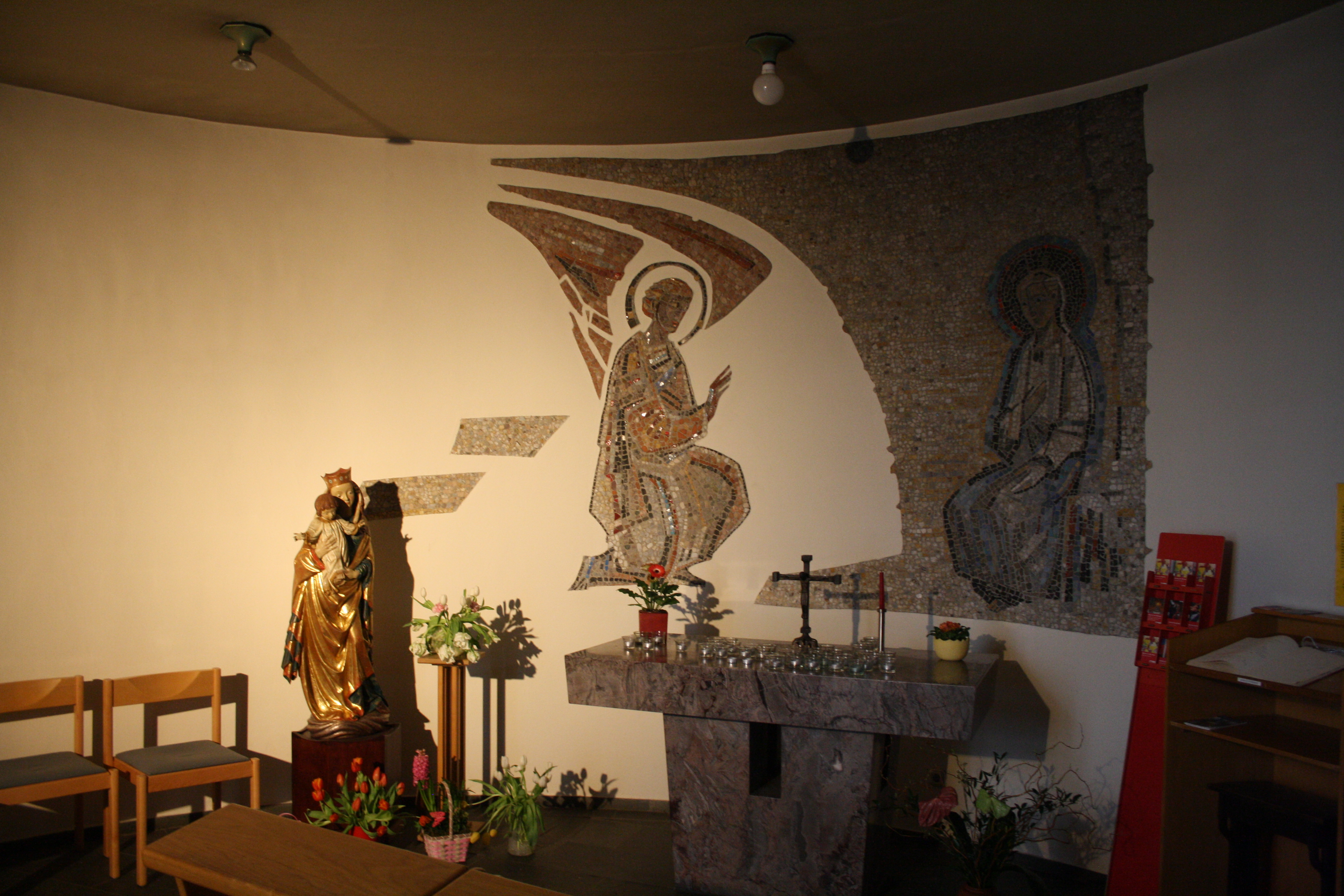
Seitenkapelle

Das Mosaik in der Seitenkapelle ist 1962 von dem Künstler Ludwig Baur aus Telgte (1904–1977)
gestaltet worden. Es stellt die Verkündigungsszene dar.
Auch das Fenster in der Marienkapelle ist von diesem Künstler entworfen worden.

### 14 Kreuzwegstationen und Eingangstüren

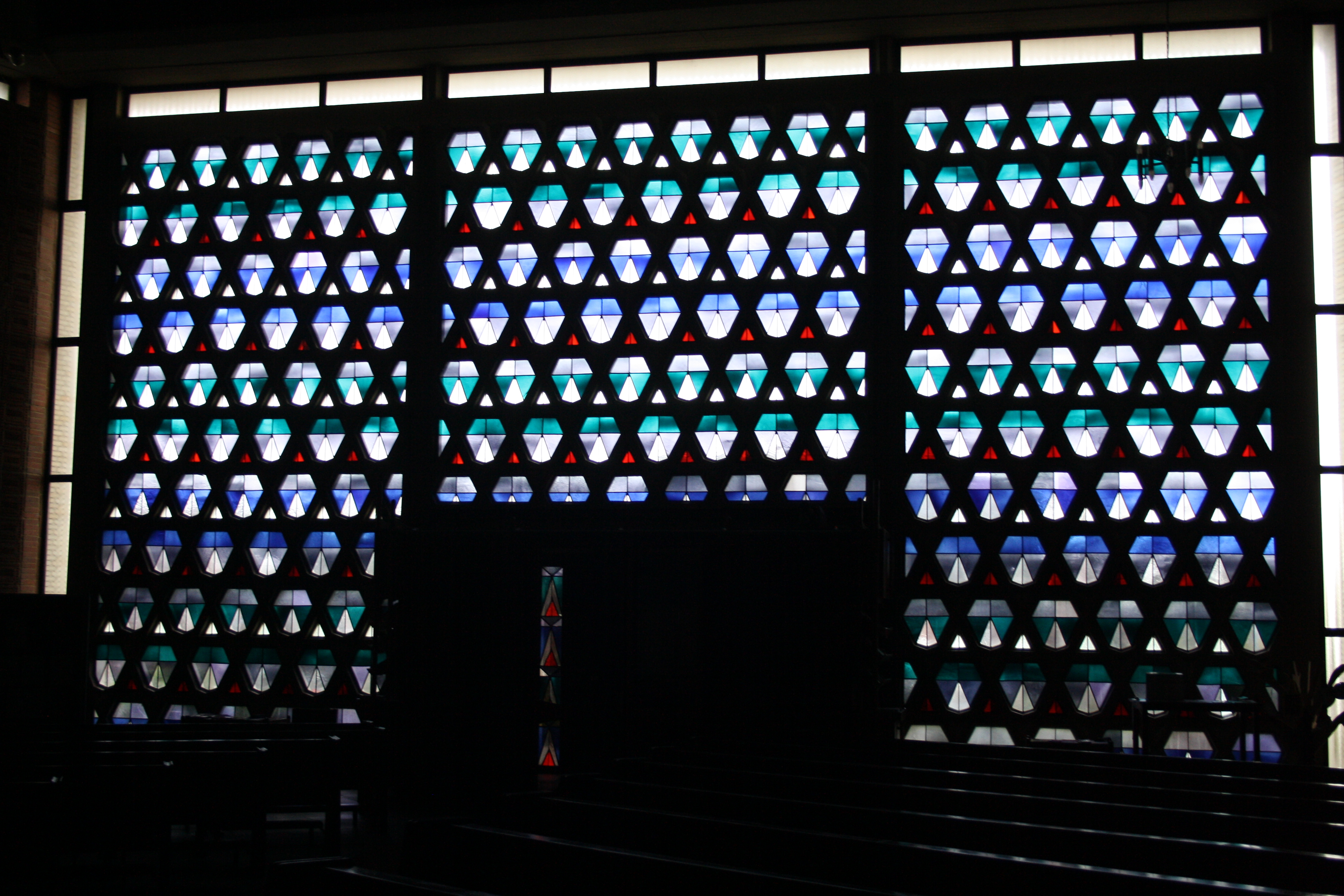
Eingangsbereich mit Glasfenster

Die 14 Kreuzwegstationen aus Terracotta wurden im Jahre 1968 von dem Künstler Karl Zwernemann aus Essen-Haarzopf hergestellt.
Die in Kupfer getriebenen Eingangstüren der Kirche von Jakob Riffeler, Köttingen, zeigen Darstellungen aus dem Neuen Testament, sowie Szenen aus dem Leben des Heiligen Nikolaus und des Heiligen Georg.

## Orgel

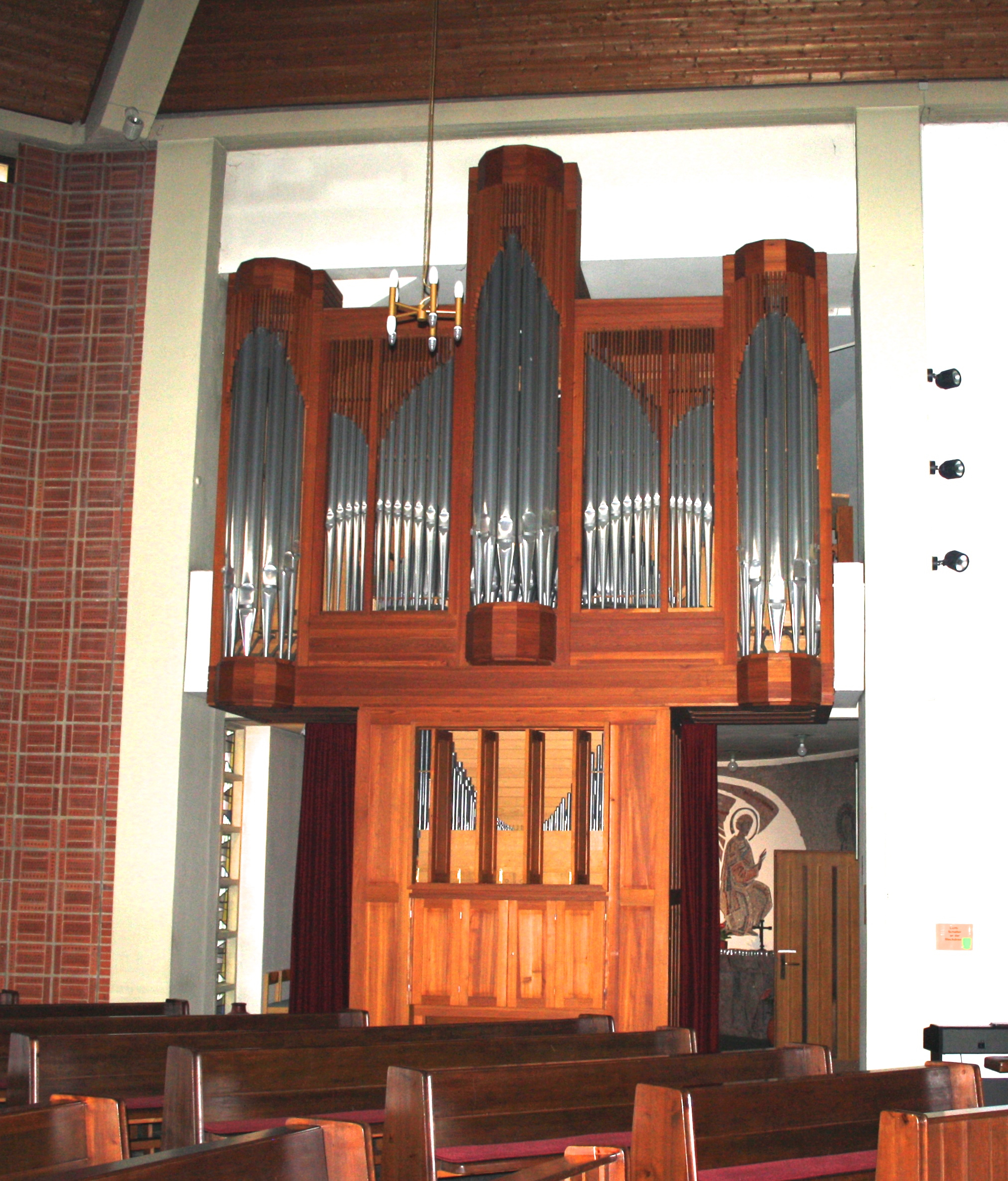
Hillebrand-Orgel von 1987

Die Orgel  der Gebr. Hillebrand (Isernhagen) aus dem Jahr 1988 ist ein Schleifladeninstrument mit mechanischer Spiel- und Registertraktur in einem Lärchenholz-Gehäuse in selbsttragender Bauweise (Rahmen mit Füllungen) ohne Stahlgerüst. Die Windversorgung erfolgt über eine hinter der Orgel auf der Empore aufgestellte zweifache Keilbalganlage (70mmWS) mit Ventus-Schnellläufer ohne Ladenbälge (nur das Brustwerk verfügt über einen kleinen Stoßfänger am Windkanal). Die Windkanäle sind insgesamt in Holz ausgeführt. Die Traktur ist einarmig (Hängetraktur) und zeichnet sich durch ihre sensible Leichtgängigkeit aus. Die Manualkoppel ist eine Gabelkoppel (über Zug zu betätigen), sie kann im Spiel gezogen und abgestoßen werden. Die übrigen Koppeln sind Wippenkoppeln, die Koppel HW/Ped wirkt bei gleichzeitig gezogener Manualkoppel nicht durchkoppelnd. Der auf die gesamte Orgel wirkende Tremulant ist auf dezente Wirkung angelegt und als Wippentremulant ausgeführt. 
Klangideal und Bauweise orientieren sich insgesamt an barocken Vorbildern mit transparent-kultiviertem und damit angenehmem Gesamtklang unter konsequenter Vermeidung des überspitzt-grundtonlosen bzw. spröden Klangs der Nachkriegszeit, so dass die Orgel bei geschickter Registrierung und Einsatz des Schwellers auch romantisches Repertoire überzeugend wiedergeben kann (etwa César Franck oder die kleineren Werke Regers). 
Die Orgel verfügt über 23 Register mit insgesamt 1650 Pfeifen, und zwar 1620 Metallpfeifen aus unterschiedlichen Zinn-Blei-Legierungen und 30 Pfeifen aus Eichenholz (Subbass 16'). Die größte Pfeife hat eine Länge von 2,90 m, der Pfeifenkörper der kleinsten ist 1,8 cm lang. Die Labialpfeifen sind auf Tonhöhe geschnitten bzw. zugelötet (Gedackte). Die Temperierung ist annähernd gleichschwebend. Die Zungenregister des Hauptwerks haben französische Kehlen; der Dulzian 16' entspricht mit seinen konischen Schallbechern klanglich einem Fagott bzw. Basson und verleiht dem Gesamtklang überdurchschnittliche Gravität und Fülle, auch die Hauptwerkstrompete ist eher sonor als schmetternd. Das stilistisch breit angelegte Krummhorn des schwellbaren Positivs hat ebenfalls Rundkehlen und ist weit mensuriert. Die Töne C - A der Posaune 16' haben – bedingt durch die Höhe des Gehäuses – halbe Becherlängen. Alle für Wartung und Regulierung wichtigen Teile sind über Gehäusetüren bzw. einfach herausnehmbare Füllungen gut zugänglich.
| I Hauptwerk C– |               |     |
| 1.             | Quintade      | 16′ |
| 2.             | Prinzipal     | 8′  |
| 3.             | Rohrflöte     | 8′  |
| 4.             | Oktave        | 4′  |
| 5.             | Koppelflöte   | 4′  |
| 6.             | Quinte        | 3′  |
| 7.             | Waldflöte     | 2′  |
| 8.             | Mixtur III–VI |     |
| 9.             | Dulzian       | 16′ |
| 10.            | Trompete      | 8′  |

| II Schwellwerk C– |                 |       |
| 11.               | Bleigedackt     | 8′    |
| 12.               | Prinzipal       | 4′    |
| 13.               | Blockflöte      | 4′    |
| 14.               | Oktave          | 2′    |
| 15.               | Sifflöte        | 1 ⁄3′ |
| 16.               | Sesquialtera II |       |
| 17.               | Scharf IV       |       |
| 18.               | Krummhorn       | 8′    |
|                   | Tremulant       |       |

| Pedal C– |           |     |
| 19.      | Subbass   | 16′ |
| 20.      | Prinzipal | 8′  |
| 21.      | Oktave    | 4′  |
| 22.      | Posaune   | 16′ |
| 23.      | Trompete  | 8′  |

- Koppeln: II/I, I/P, II/P